# Niña Pastori
Niña Pastori, vlastním jménem María Rosa García García (* 15. ledna 1978, San Fernando, Cádiz, Španělsko) je španělská zpěvačka stylu flamenco.

## Životopis
Nejmladší z pěti sourozenců a jediná dcera vojáka z povolání (José) a tanečnice flamenca La Pastori zahájila svoji uměleckou dráhu v raném věku. Již ve svých šesti letech doprovázela svou matku při vystoupeních flamenca v jejich čtvrti el Boquete. O rok později vyhrála „Niña“ (česky děvčátko) soutěž v San Fernandu a získala podporu mnoha umělců, kteří rozpoznali její umělecký potenciál.
Niña Pastori je pravnučkou zpěvačky flamenca Inés „La del Pelao“ a jejím manželem je Julio Jiménez Borja „Chaboli“, perkusionista, skladatel a koproducent jejích nahrávek.

## Kariéra
Mezi její první učitele patřil Camarón de la Isla, jehož čistý styl flamenca následovala ve svých začátcích. Pozdější posun směrem ke komerčnějšímu populárnímu stylu neznamenal zásadní odklon od stylu flamenca. Paco Ortega a Alejandro Sanz pomohli v roce 1995 tehdy sedmnáctileté zpěvačce vydat první album Entre dos puertos (Mezi dvěma přístavy). Píseň Tú me camelas se stala hitem, který v létě roku 1996 proslavil Niñu Pastori po celém Španělsku.
Svým druhým albem Eres luz (Jsi světlo, 1998) potvrdila zpěvačka, že její úspěch nebyl náhodný. Na albu se opět podíleli Paco Ortega a Alejandro Sanz, a také Parrita, Manuel Malou a jeho bratr Paco. V roce 2000 vydala Niña Pastori album Cañaílla. Producenty desky byli Alejandro Sanz a Josemi Carmona ze skupiny flamenca Ketama. Deska věnovaná jejímu rodnému městu je oproti předchozím nahrávkám návratem k čistšímu stylu flamenca. Na svém čtvrtém albu María (2002) se Niña Pastori podílela i autorsky, stejně tak jako na následujícím albu No hay quinto malo z roku 2004.
Pro své šesté album Joyas prestadas (Vypůjčené klenoty, 2006) nazpívala Niña Pastori vlastní verze písní interpretů různých stylů a žánrů; původními interprety písní byli Joan Manuel Serrat, Alejandro Sanz, mexická rocková skupina Maná, dominikánský umělec Juan Luis Guerra, Antonio Machín, Manolo García ze skupiny El Último de la Fila, Luz Casal, Armando Manzanero, Los Jeros nebo Marifé de Triana.

## Diskografie
- Entre dos puertos, 1995
- Eres luz, 1998
- Cañaílla, 2000
- María, 2002
- No hay quinto malo, 2004
- Joyas prestadas, 2006
- Joyas Propias, 2007